# Nevrorthus apatelios
Nevrorthus apatelios là một loài côn trùng trong họ Nevrorthidae thuộc bộ Neuroptera. Loài này được H. Aspöck et al. miêu tả năm 1977.